# Psychotria anamallayana
Psychotria anamallayana là một loài thực vật có hoa trong họ Thiến thảo. Loài này được Bedd. miêu tả khoa học đầu tiên năm 1873.